# Cameron van der Burgh
Cameron van der Burgh (* 25. května 1988, Pretorie) je jihoafrický reprezentant v plavání. Specializuje se na styl prsa, zvláště na kratší distance.

## Sportovní kariéra
Na vrcholných plaveckých soutěžích se objevuje od roku 2007, kdy debutoval na mistrovství světa a získal bronzovou medaili na 50 metrů prsa. O dva roky později na šampionátu v Římě na stejné trati zvítězil. Z mistrovství světa v krátkém i dlouhém bazénu má celkem devět medailí.
V roce 2009 vytvořil na národním jihoafrickém šampionátu svůj první světový rekord v dlouhém bazénu (na 50 metrů časem 27,06 s). Stal se tak prvním světovým rekordmanem, který trénuje v Africe.
Vrcholem jeho kariéry se prozatím stalo vystoupení na Olympijských hrách 2012 v Londýně, kde v zvítězil v závodě na 100 metrů prsa a časem 58,46 sekundy vytvořil nový světový rekord.
Na Olympijských hrách 2016 v Riu de Janeiro získal v závodě na 100 metrů prsa stříbrnou medaili.

## Osobní rekordy

### Dlouhý bazén
- 100 metrů – 58,46 s (Londýn, 2012)